# Charaxes teita
Charaxes teita är en fjärilsart som beskrevs av Van Someren 1939. Charaxes teita ingår i släktet Charaxes och familjen praktfjärilar. Inga underarter finns listade i Catalogue of Life.